# Корпоративна комуникација
Корпоративна комуникација (енгл. Corporate Communications, нем. Unternehmenskommunikation) је појам у пословној економији и комуникацијским наукама. Корпоративна комуникација у функционално-организацијском смислу преузима средишње управљање свеукупне комуникације корпорације сa интересним дeoницима (енгл. stakeholder) сa циљем постигнућa највеће могуће репутације.
Корпоративна комуникацијa је дeо организацијске комуникације који се бави профитним сектором. Тиме се разумeју корпорације, али и мала и средња прeдузећа. Корпоративна комуникација шири је појам од односа сa јавношћу. У мањим предузећима где је запослена једна или свега неколико особа које су задужене за комуникацијске активности, односи сa јавношћу сматрају се истоветним корпоративној комуникацији.

## Циљ корпоративне комуникације
Корпоративна комуникација је одговорна за све комуникационе односе компаније, што укључује и корпоративни идентитет. Циљ је неговање и повећање угледа компаније, јер репутација има значајан утицај на пословни успех компаније. Сектори или одељење корпоративне комуникације стога креирају стратегију комуникације која прати пословну стратегију компаније.

## Теорија корпоративне комуникације
Ансгар Зерфас је изложио нацрт теорије корпоративне комуникације, према којој повезује социолошко-теоријски, комуникационо-теоријски и економско-теоријски приступ и успоставио интердисциплинарну теорију корпоративне комуникације. Зерфас тако комбинује корпоративно управљање, комуникацију и друштвену интеграцију из ове три научне перспективе у концепту корпоративне комуникације. Он дефинише три комуникационе функције које су везане за организационо, тржишно и друштвено-политичко окружење. У оквиру корпоративне комуникације дефинише интерну корпоративну комуникацију која је задужена за односе са запосленима и власницима и екстерну комуникацију која обухвата тржишну комуникацију и односе са јавношћу.

## Области корпоративне комуникације
- Односи са медијима - односи са новинарима и уредницима медијских кућа, штампаних, дигиталних и електронских медија (Media Relations)
- Односи с јавношћу и лобирање - односи са државним институцијама и друштвено-политичким групама, послови од јавног значаја (Public Affairs)
- Интерна комуникација - односи између менаџмента и запослених (Internal Communications, Employee Relations)
- Односи са инвеститорима - односи са садашњим и будућим инвеститорима, акционарима, финансијским аналитичарима и пословним новинарима (Investor Relations)[4]

## Посебни задаци корпоративне комуникације
- Управљање питањима (Issues Management) - праћење тема о којима се критички расправља о компанији у медијима или на друштвеним мрежама и формулисање одговора на њих
- Kомуникација током промена (Change Communication) – на пример, приликом спајања или преузимања предузећа
- Кризна комуникација (Crisis Communication) - комуникација током кризе, у проактивном смислу, креирање комуникационог плана у случају кризне ситуације, на пример, за авио-компанију, процедура комуникације у случају пада авиона.
- Корпоративни идентитет (CI) и корпоративни дизајн (CD) – визуелни идентитет
- Спонзорства и донације (Sponsoring)
- Корпоративно управљање (Corporate Governance)
- Друштвена одговорност и одрживи развој – креирање различитих програма и како их ефикасно успоставити је све већи изазов за корпоративне комуникације[1]

## Учесници (циљна јавност)

### Спољашњи учесници предузећа
- купци, клијенти, потрошачи
- добављачи
- пословни партнери
- конкуренција
- држава, влада, локална и регионална самоуправа, институције Европске уније.
- тзв. општа јавност, невладине организације
- локална заједница
- инвеститори, садашњи и будући акционари
- медији (новинари, уредници, креатори и лидери мишљења)

### Унутрашњи учесници предузећа
- запослени
- синдикати у корпорацији
- менаџмент[5]

## Процес управљања комуникацијама
Процес комуникације се обично дели у четири корака или фазе. Први корак је дефинисање проблема у односима с јавношћу. Овом кораку претходи ситуациона анализа и процес истраживања. Други корак је планирање и програмирање. Трећи корак је имплементација саме комуникације. Укључује процес комуникације, нивое комуникације, обликовање и ширење поруке и стратешки избор канала комуникације. Четврти корак обухвата процену, односно евалуацију процеса комуникације. Амерички аутор Вилкокс дефинише осам основних елемената у планирању односа са јавношћу: ситуациону анализу, циљеве, јавности, стратегију, тактику, календар, буџет и евалуацију.

## Корпоративни канали комуникације
Најчешћи канали комуникације: медији (класични или традиционални: штампа, радио, телевизија), конференције и изложбе, директна литература, спонзорства, интерни часописи, програми корпоративног идентитета, специјални догађаји (корпоративни догађаји), корпоративно оглашавање, нови медији, посебно интернет, и канали у међуљудској комуникацији (нпр. састанци, скупови, анкете, разговори). Нови канали у корпоративној комуникацији су друштвене мреже, као што су сопствени Јутјуб канал, Фејсбук група, Инстаграм или корпоративни блогови.

## Интегрисана комуникација
С обзиром на потребу уједначеног учинка према учесницима, савремене корпорације примењују модел интегрисане (маркетиншке) комуникације, у којој учествује и маркетиншка комуникација, односно комуникација производа и брендова до купаца. Интегрисана комуникација у маркетингу и односима с јавношћу обухвата анализу, планирање, организацију, реализацију и контролу укупне екстерне и интерне комуникације корпорације (предузећа) у циљу постизања уједначене корпоративне комуникације.